# Magnolia krusei
Magnolia krusei (лат.) — дерево, вид рода Магнолия (Magnolia) семейства Магнолиевые (Magnoliaceae). Эндемик Мексики. Описан в 2005 году. 

## Описание
Magnolia krusei — дерево среднего и крупного размера, достигающее высоты 25 м и диаметра ствола от 50 до 100 см. Внешне оно похоже на Magnolia iltisiana и Magnolia tamaulipana, но отличается от этих родственных видов более мелкими цветками и листочками. Семена распространяются птицами.

## Ареал и местообитание
Магнолия M. krusei — эндемик юго-западной Мексики, известна из одного места в горной системы Южная Сьерра-Мадре в центральной части штата Герреро, в окрестностях Акауисотлы и Сан-Роке, в горах к югу от Чильпансинго-де-лос-Браво. Вторая популяция может встречаться восточнее, в Южной Сьерра-Мадре в соседнем штате Оахака. Площадь её известной популяции оценивается всего от 10 до 500 км². Площадь потенциально сохранившихся лесов в этом районе составляет 9120 км².
Произрастает в горных туманных лесах с преобладанием дубов на почвах, образованных из сланцевых пород, на высоте от 1140 до 1600 м над уровнем моря.

## Охранный статус
M. krusei Вид находится под угрозой исчезновения из-за потери среды обитания в результате вырубки лесов, в том числе для выращивания незаконных культур. Известные популяции находятся за пределами охраняемых территорий, и плана по сохранению вида не существует. Вид оценивается как находящийся под угрозой исчезновения.